# Cleoserrata speciosa
Cleoserrata speciosa là một loài thực vật có hoa trong họ Capparaceae. Loài này được (Raf.) Iltis mô tả khoa học đầu tiên năm 2007.